# House of Gold
House of Gold è un singolo del duo musicale Twenty One Pilots, il quarto estratto dal loro terzo album Vessel, pubblicato il 6 agosto 2013.

## Descrizione
Tyler Joseph, cantante dei Twenty One Pilots e autore del brano, ha dichiarato che il brano è dedicato a sua madre Kelly Joseph.
Il brano è contenuto anche come traccia bonus dell'edizione speciale del secondo album del duo, Regional at Best, e nell'EP Three Songs EP.

## Video musicale
Per il brano sono stati pubblicati tre diversi video musicali, diretti rispettivamente da Warren Kommers, Mark C. Eshleman, e Reel Bear Media. Il primo, pubblicato nel 2012, vede il solo Tyler Joseph eseguire il brano con un ukulele davanti a una videocamera in una stanza vuota. Nel secondo, pubblicato nel 2013 e girato in un ranch nei pressi di Los Angeles appartenente a Will Smith, sia Joseph che Josh Dun eseguono il brano in una fattoria con il proprio corpo tagliato in due. Il terzo video è stato pubblicato nel gennaio 2014 e consiste nel montaggio di diverse esibizioni del brano dal vivo.

## Tracce
Testi e musiche di Tyler Joseph.
1. House of Gold – 2:44

## Formazione
Twenty One Pilots
- Tyler Joseph – voce, ukulele, pianoforte, tastiera
- Josh Dun – batteria, percussioni, tamburello

Altri musicisti
- Greg Wells – tastiera, programmazione

## Classifiche
| Classifica (2014)         | Posizione massima |
| ------------------------- | ----------------- |
| Stati Uniti (alternative) | 10                |
| Stati Uniti (rock)        | 38                |

### Classifiche di fine anno
| Classifica (2014)         | Posizione massima |
| ------------------------- | ----------------- |
| Stati Uniti (alternative) | 42                |